# مصطفى الحرفوشي
الأمير مصطفى بن إسماعيل بن شديد الحرفوشي الخزاعي من أمراء آل حرفوش الذين تولوا الحكم في بعلبك وشرقي البقاع اللبناني وحكموا ما يقارب من ثلاثة قرون ونصف من العام 1497م حتى 1865م، تاريخ القبض على الأمير سلمان وقتله. كما يرجع البعض (ألوف) مدة حكمهم إلى خمسماية عام.

## عائلته

### والده
جاء في كتاب حوادث حمص اليومية حوادث السنة الثانية والثلاثون 1131هـ/ 1718- 1719م، بعضاً عن أحوال والده الأمير إسماعيل:
«في آخر شهر رمضان وفيه جاء خبر عن الأمير إسماعيل ابن حرفوش بأنه راح إلى الحج بمائتين جمل، وبمائتين قواس بالبندق والسلاح».
كما جاء في حوادث السنة الرابعة والثلاثون 1133هـ/ 1720-1721م «وكان أول شهر ذي القعدة الحرام نهار الإثنين، وفيه راح أحمد القاروط إلى عند الأمير إسماعيل ابن حرفوش».
 ويستدل من هذه الحوادث التالي:
1. إن آل حرفوش كان لهم حضور سياسي واجتماعي بارز في منطقة حمص وجوارها.
2. إن هذه الرواية تعطي صورة عن تشكيل حملة الأمير إسماعيل للحج ومرافقيه وحراسه وتسليحهم.
3. إن رحلة الذهاب للحج من هذه المنطقة كانت تتم براً وعلى ظهور الجمال، وتستغرق حوالي الشهرين.
4. حرص الأمير إسماعيل على أداء مناسك الحج.

### أولاده
- الأمير جهجاه بن مصطفى الحرفوشي، توفي عام 1225 هـ.
- الأمير سلطان بن مصطفى الحرفوشي، توفي عام 1255 هـ.
- الأمير أمين بن مصطفى الحرفوشي، توفي عام 1257 هـ.

### أخوه الأمير محمد الحرفوشي
توفي عام 1201 هـ في دير القمر وكان ملتجئا عند الأمير يوسف الشهابي.

في العام 1197 هـ كان أخوه الأمير مصطفى قد طرده من بعلبك فاستعان بيوسف الشهابي فأنجده ب 5000 فارس وأصبح اميرا لبعلبك، ومن ثم عاد أخوه مصطفى واستعان بعسكر عبد الله باشا والي طرابلس واستعاد حكم بعلبك وطرده فالتجأ إلى الأمير يوسف وبقي عنده حتى وفاته.

## أحواله
في سنة 1197 هـ حضر الأمير محمد الحرفوشي إلى دير القمر مطرودا من أخيه الأمير مصطفى الحرفوشي، فجهّز يوسف الشهابي جيشا عديده 5000 عسكريا وأرسلهم مع الأمير محمد الحرفوشي لمقاتلة أخيه الأمير مصطفى الحرفوشي، وعند وصول الجيش إلى بعلبك فر مصطفى الحرفوشي والتجأ إلى مدينة حمص، واستنجد بوالي طرابلس آنذاك عبد الله باشا الذي كان في طريق الحج فأبى نجدته قبل الحج، وبقي محمد الحرفوشي في إمارة بعلبك حتى انتهاء الحج فوجّه عبد الله باشا عساكره إلى بعلبك فهرب محمد الحرفوشي إلى المجدل (من قرى المتن) وأعاد تنصيب الأمير مصطفى الحرفوشي أميرا على بعلبك. فأصلح مصطفى الأمر مع الأمير يوسف الشهابي ودفع ما عليه من مترتبات نقدية. ويبرر الدكتور حسن عباس نصر الله هذه المشاحنات بعبارة «إن الملك عقيم» لأن الأمير محمد ثار ضد أخيه مصطفى، بسبب الولاية على الديار البعلبكية.

## علاقته بآل المعلوف - زحلة
في سنة 1781 سكن بنو شبلي المعلوف من فرع أبي عسوس في بلاد بعلبك وتركوا موطنهم في كفر عقاب وكانوا يترددون منذ سنوات إلى تلك البلاد فرأى منهم أمراء الحرافشة بسالة وحمية ونشاطاً حملهم على ترغيبهم في سكنى بلادهم وكانت الضرائب الكثيرة قد أرهقت سكان لبنان (وهذا رداً على من إتهم الحرافشة بأنهم أثقلوا على الرعية بالضرائب) فأخذ منهم الأمير يوسف الشهابي في هذه السنة مالاً ثانياً بلغ فيه ما ضربه على أوقية البزر خمسة قروش وكان القلق سائداً في زمن الجزار الذي لم يثبت على حاله بل كان:
فرأى بنو شبلي ان في تلك البقاع الخصيبة موارد غزيرة للارتزاق وان وطأة الأمراء الحرافشة مع إستبدادهم (؟؟) أخف محملا من وطأة الجزار وعيثه في البلاد وتقسيمه للسكان، ففتحوا بسكناهم ذلك السهل الأفيح مجالاً لأنسبائهم وغيرهم من المسيحيين فسكنوه وكانوا يدافعون عنهم بسطوتهم ونفوذهم كما لا ينكر ذلك إلا المكابر، وكان بنو شبلي ثمانية طنوس وعيسى وموسى وجرجس وكنعان وصليبي ويوسف وفارساً، فسكنوا أولا لاسة (وهي الآن قرية خربة قرب رياق حيث محطة السكة الحديدية الكبرى)، ثم أقطعهم الأمير مصطفى محل قرية شليفة وما يجاورها ولا سيما وردين وبحامة فبنوا تلك القرية وأصبحوا أعوان للحرافشة.
وعن علاقة التحالف القوية مع آل المعلوف يقول البروفسور استيفان ونتر في كتابه الإمارات الشيعية في سوريا العثمانية ما نصه:
| مصطفى الحرفوشي | A more critical examination of the region’s socio-economic history has questioned this monocausal Interpretation, pointing out that harfushes was closely allied to the paramount Orthodox ma’luf of Zahle (where indeed Mustafa Harfoush took refuge some years later) | مصطفى الحرفوشي |

## علاقته مع مشايخ الجنوب
هدف الأمير مصطفى إلى تحسين العلاقات مع يوسف الشهابي، فتبادل معه المفاوضين، وتم الصلح بين الرجلين سنة 1782م. واستقر مصطفى في نيابة بعلبك. وأخذ مشايخ الشيعة من الجنوب يفدون إليه فراراً من أذى أحمد باشا الجزار. فإستقبلهم الحرافشة وأكرموا وفادتهم.
ويقال أن الأمير مصطفى أعطاهم – بواسطة أحمد باشا العظم، والي دمشق – قريتي القاع وراس بعلبك اللتين لوالدة السلطان ونزع الهرمل من يد الأمير يوسف الشهابي وولى عليها جميعاً من قبله الشيخ قبلان من آل علي الصغير المتوالي أحد الفارين من وجه الجزار.ولقد دفع لقاء مواقفه هذه حياته وحياة إثنين من إخوته، وكذلك أدت لإنهاء حكم آل حرفوش لولا استعادته من قبل إبنه الأمير جهجاه بن مصطفى الحرفوشي كما سيأتي ذكره.

## علاقته مع بعض القوى المحلية (آل حمادة) أنموذجاً
إتصفت علاقة آل حرفوش وآل حمادة بالتعاون المشترك طيلة سنوات حكمهم، بما أن كانت تربطهم معاً علاقة وثيقة، ومن المحطات التي تؤكد ذلك، هي عندما قويت شوكة آل حمادة عام 1691م عهد والي دمشق محمد باشا إلى الشيوخ الحمادية؛ (جبيل والبترون إلى الشيخ حسين سرحان؛ وأبنه الشيخ إسماعيل الكورة، والحاج موسى حمد الجبة؛ وأولاد حسن (محمد وحسين) ذئب الضنية؛ قرروا توسيع حدود منطقتهم، فنهبوا العاقورة وجبيل، مما أدى إلى غضب والي دمشق  علي باشا فأمر عام 1692م بتجهيز جيش للقبض عليهم، ففر حينها الشيوخ الحمادية إلى بلاد بعلبك، فقدم لهم آل الحرفوش الأمن والحماية.
على أثر بداية تهجير سكان جبل لبنان إلى بعلبك عام 1782م، حينئذ إقتطع الأمير مصطفى الحرفوشي الهرمل للمشايخ الحمادية فسكنوها.
ولكن لاحقاً  في عهد إبنه الأمير جهجاه بن مصطفى الحرفوشي تبدلت هذه التحالفات، حيث يذكر الأب لويس معلوف اليسوعي أن الكرك (كرك نوح القريبة من زحلة)  كانت من حصة الشهابيين حتى زمن الجزار، الذي تقلّب في سياسته مع يوسف الشهابي بين تحالف وقتال، فانتزع منه الكرك واصبحت في حكم الحرافشة.
```
وبعد انقضاء ايام الجزار، تنازعها كل من جهجاه الحرفوشي وبشير الشهابي الثاني. ساند آل حمادة و آل مراد الشهابيين ضد الحرافشة، وتقلّب والي دمشق بين الشهابيين حينا والحرافشة حينا آخر، ولما رأى جهجاه ميل موازين القوى لبشير الشهابي وعدم قدرته على مناوءة الشهابيين والمتاولة (مراد وحمادة) ووالي دمشق في آن معا، تنازل عن الكرك لأولاد بشير الشهابي . 
```

والصراع على الكرك قديم العهد ويعود بجذوره لزمن يونس الحرفوش وفخر الدين المعني. 

## سبب إعدامه في دمشق
غضب الجزار من مواقف الأمير مصطفى من أهل الجنوب فيما يختص بإعطائهم قريتي القاع ورأس بعلبك وإتفق مع محمد درويش باشا والي الشام على إنهاء حكم الحرافشة المتاولة، فأنفذ محمد درويش جيشاً قويا إلى بعلبك لتنفيذ المهمة، فألقى القبض على الأمير مصطفى وإخوته الخمسة وبعض أقاربه، وساقوهم أسرى إلى دمشق، فقتل الوزير منهم ثلاثة بينهم مصطفى هذا وسجن الباقين ونهبوا المدينة ونجا ولده جهجاه من أيدي العساكر بمساعدة المعلوفيين لأنهم كانوا يحبونه. وظل الجيش مرابطا في بعلبك يلاحق الحرافشة للقضاء عليهم قضاءً مبرماً. وصادر أملاكهم. وذلك في حدود سنة 1784م (تاريخ وفاة مصطفى الحرفوشي). وعين والي دمشق على بعلبك متسلماً جديداً وهو رمضان آغا. ولكن الجزار بدهائه نقل حكم بعلبك إلى سلطته في السنة نفسها وأرسل سليم آغا حاكماً من قبله.